# Новокильбахтинский сельсовет
Новокильбахтинский сельсовет — муниципальное образование в Калтасинском районе Башкортостана.

## История
В 2004 году часть территории Кузбаевского сельсовета Бураевского района перешло в состав Новокильбахтинского сельсовета, согласно Закону Республики Башкортостан «Об изменениях в административно-территориальном устройстве Республики Башкортостан, изменениях границ и преобразованиях муниципальных образований в Республике Башкортостан» от 17 декабря 2004 года 2004 года N 125-з:

8. Изменить границы Бураевского района, Кузбаевского сельсовета Бураевского района, Калтасинского района, Новокильбахтинского сельсовета Калтасинского района согласно представленной схематической карте, передав часть территории площадью 173 га Кузбаевского сельсовета Бураевского района в состав территории Новокильбахтинского сельсовета Калтасинского района
.
Согласно «Закону о границах, статусе и административных центрах муниципальных образований в Республике Башкортостан» имеет статус сельского поселения.

## Население
| 2002 | 2009  | 2010  | 2012 | 2013 | 2014 | 2015 |
| ---- | ----- | ----- | ---- | ---- | ---- | ---- |
| 1321 | ↘1266 | ↘1052 | ↘895 | ↘813 | ↘792 | ↘785 |
| 2016 | 2017  | 2018  |      |      |      |      |
| ↘755 | ↘722  | ↘707  |      |      |      |      |

## Состав сельского поселения
| № | Населённый пункт | Тип населённого пункта          | Население |
| - | ---------------- | ------------------------------- | --------- |
| 1 | Новокильбахтино  | деревня, административный центр | ↘360      |
| 2 | Кучаш            | деревня                         | ↘252      |
| 3 | Старотураево     | деревня                         | ↘202      |
| 4 | Марийский Бикшик | деревня                         | ↘73       |
| 5 | Тат-Бикшик       | деревня                         | ↘73       |
| 6 | Куяново          | деревня                         | ↘57       |
| 7 | Тойкино          | деревня                         | ↘35       |
| 8 | Сосновка         | село                            | ↘0        |